# The Star (Malasia)
The Star es un periódico en inglés de Malasia. Establecido en Petaling Jaya, se fundó en 1971 como un diario regional en Penang. Es el periódico por suscripción más grande en términos de circulación en ese país, de acuerdo con la Oficina Auditora de Circulación. Tiene una circulación diaria de alrededor de 250 000 ejemplares (hasta enero de 2017).

## Historia
El periódico se publicó por primera vez el 9 de septiembre de 1971 como un diario regional establecido en Penang. The STAR circuló a nivel nacional el 3 de enero de 1976 cuando se estebleció una oficina en Kuala Lumpur. En 1978, su sede se reubicó a Kuala Lumpur y en 1981 a Petaling Jaya.
También fue el primer periódico malayo en ofrecer una edición en línea.
La posición dominante de The Star como el diario en inglés más popular de Malasia ha sido, por décadas, un beneficio importante para su principal accionista, el partido político de la Asociación China de Malasia (MCA). Entre 1997 y 2007, se estimó que la sección de inversiones de la MCA, Huaren Holdings, había recibido MYR 270 millones en bonificaciones provenientes casi exclusivamente del 42 % de sus acciones en la empresa matriz de The Star. Estas alcanzaron MYR 40 millones por año entre 2005 y 2007.